# Steeple aux Jeux olympiques
Pour un article plus général, voir Athlétisme aux Jeux olympiques.
Les épreuves masculines de steeple figurent au programme des Jeux olympiques depuis l'édition de 1900 à Paris. Courues sur 2 500 m et 4 000 m aux Jeux olympiques de 1900, sur 2 590 m aux Jeux olympiques de 1904, et sur 3 200 m aux Jeux olympiques de 1908, elles se disputent sur la distance de 3 000 m depuis les Jeux olympiques de 1920. Les femmes ne participent à l'épreuve du 3 000 m steeple que depuis les Jeux olympiques de 2008, à Pékin.
Avec deux médailles d'or remportées, le Finlandais Volmari Iso-Hollo, le Kényan Ezekiel Kemboi et le marocain Sofiane El-Bakkali sont les athlètes les plus titrés dans cette épreuve.
Les records olympiques du 3 000 m steeple sont actuellement détenus par le Kényan Conseslus Kipruto, auteur de 8 min 3 s 28 en finale des Jeux olympiques de 2016, à Rio de Janeiro, et par la Bahreïnie Winfred Yavi, auteur de 8 min 52 s 76 en finale des Jeux olympiques de 2024.

## Éditions
| Années | 96 | 00 | 04 | 08 | 12 | 20 | 24 | 28 | 32 | 36 | 48 | 52 | 56 | 60 | 64 | 68 | 72 | 76 | 80 | 84 | 88 | 92 | 96 | 00 | 04 | 08 | 12 | 16 | 20 | 24 | Total |
| ------ | -- | -- | -- | -- | -- | -- | -- | -- | -- | -- | -- | -- | -- | -- | -- | -- | -- | -- | -- | -- | -- | -- | -- | -- | -- | -- | -- | -- | -- | -- | ----- |
| Hommes |    |    |    |    |    | X  | X  | X  | X  | X  | X  | X  | X  | X  | X  | X  | X  | X  | X  | X  | X  | X  | X  | X  | X  | X  | X  | X  | X  | X  | 25    |
| Femmes |    |    |    |    |    |    |    |    |    |    |    |    |    |    |    |    |    |    |    |    |    |    |    |    |    | X  | X  | X  | X  | X  | 5     |

## Hommes

### Historique

#### 1900-1912

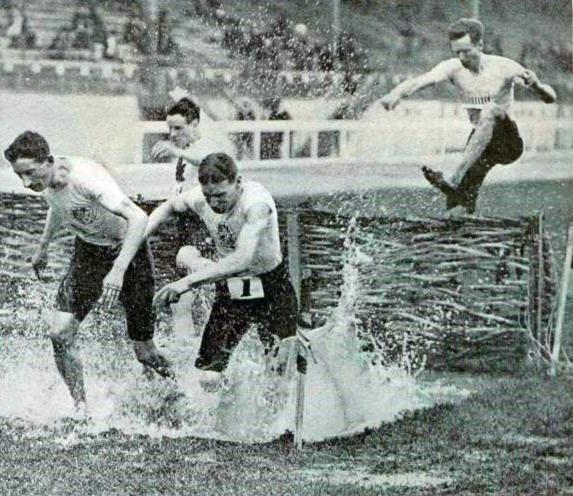
Finale du steeple aux Jeux olympiques de 1908, à Londres.

Le steeple fait partie des disciplines disputées lors des Jeux olympiques de 1900, à Paris, où deux épreuves se déroulent sur la distance de 2 500 m, le 15 juillet, et sur la distance de 4 000 m, le lendemain le 16 juillet. Le Canadien George Orton s'impose dans l'épreuve du 2 500 m et le Britannique John Rimmer remporte celle du 4 000 m.
Quatre ans plus tard, lors des Jeux olympiques de 1904, à Saint-Louis, la distance parcourue est de 2 590 m. La victoire revient à l'Américain Jim Lightbody, qui s'imposera quelques jours plus tard dans deux autres épreuves, le 800 m et le 1 500 m.
Lors des Jeux olympiques de 1908, à Londres, les organisateurs proposent un 2 miles steeple, soit l'équivalent de 3 200 mètres. Le Britannique Arthur Russell enlève le titre olympique, devant son compatriote Archie Robertson et l'Américain John Eisele. Des caractéristiques de l'épreuve sont modifiées lors de ces Jeux : les haies n'ont plus qu'un yard de hauteur (0,91 m) et 2 pieds six pouces de profondeur (76 cm), la rivière fait quatre yards de largeur (3,66 m) et le nombre d'obstacles est limité à cinq par tour, spécificités devenant la norme internationale en athlétisme.
Aucune épreuve de steeple ne se déroule lors des Jeux olympiques de 1912, à Stockholm.

#### 1920-1936

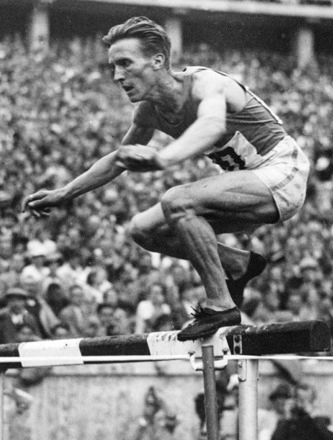
Volmari Iso-Hollo, champion olympique en 1932 et 1936.

À partir des Jeux olympiques de 1920, toutes les épreuves de steeple se disputent sur la distance de 3 000 m. En 1920, à Anvers, le Britannique Percy Hodge s'adjuge le titre olympique dans le temps de 10 min 0 s 4, devant l'Américain Patrick Flynn et l'Italien Ernesto Ambrosini.
La Finlande, qui domine les épreuves de demi-fond et de fond dans les années 1920, s'impose lors des Jeux olympiques de 1924 par l'intermédiaire de Ville Ritola qui, au Stade de Colombes, s'impose dans le temps de 9 min 33 s 6, devant son compatriote Elias Katz et le Français Paul Bontemps. Ville Ritola remportera trois autres médailles d'or lors de ces Jeux.
Lors des Jeux olympiques de 1928, à Amsterdam, Le Finlandais Toivo Loukola enlève le titre olympique en 9 min 21 s 8, devançant ses deux compatriotes Paavo Nurmi et Ove Andersen. Loukola établit la meilleure performance jamais enregistrée sur 3 000 m steeple, le premier record du monde n'étant homologué par l'IAAF qu'à partir de 1954.
Les Finlandais maintiennent leur hégémonie lors des Jeux olympiques de 1932, à Los Angeles où Volmari Iso-Hollo remporte la finale en 10 min 33 s 4, devant le Britannique Thomas Evenson et l'Américain Joseph McCluskey.

En 1936, durant les Jeux olympiques de Berlin, Volmari Iso-Hollo devient le premier athlète à conserver son titre olympique sur 3 000 m steeple en s'imposant en 9 min 3 s 8 devant son compatriote Kaarlo Tuominen et l'Allemand Alfred Dompert. En quatre éditions des Jeux olympiques, de 1920 à 1936, la Finlande remporte huit médailles dont quatre titres.

#### 1948-1964

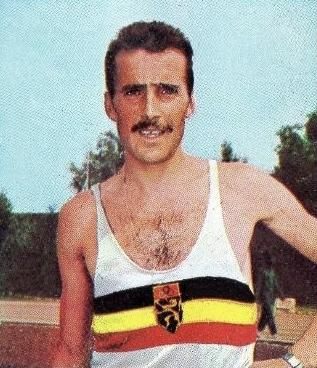
Gaston Roelants, champion olympique en 1964.

Lors des Jeux olympiques de 1948, à Londres, le Suédois Tore Sjöstrand s'adjuge le titre olympique dans le temps de 9 min 4 s 06 et devance ses deux compatriotes Erik Elmsäter (9 min 8 s 2) et Göte Hagström (9 min 11 s 8).
Quatre ans plus tard, aux Jeux olympiques de 1952 à Helsinki, l'Américain Horace Ashenfelter, auteur d'un record personnel à 9 min 6 s avant le début de la compétition, crée la surprise en s'imposant en finale en 8 min 45 s 4, record du monde non-officiel, devant le Soviétique Vladimir Kazantsev (8 min 51 s 6) et le Britannique John Disley (8 min 51 s 8).
Aux Jeux olympiques de 1956, à Melbourne, le titre olympique revient au Britannique Chris Brasher, qui après avoir distancé ses quatre partenaires d'échappée à 300 m mètres de l'arrivée, remporte le titre dans le temps de 8 min 41 s 2. Mais, disqualifié dans un premier temps pour avoir bousculé ses adversaires dans le dernier tour, Brasher est finalement requalifié par le jury d'appel après trois heures de discussion. Le Hongrois Sándor Rozsnyói, premier détenteur officiel du record du monde, est médaillé d'argent en 8 min 43 s 6, le Norvégien Ernst Larsen complétant le podium en 8 min 44 s 0.
En 1960, lors des Jeux olympiques de Rome, le Polonais Zdzisław Krzyszkowiak, qui a amélioré le record du monde du 3 000 m steeple quelques semaines avant le début de la compétition, remporte la finale olympique disputée sous une très forte chaleur, dans le temps de 8 min 34 s 2. Il devance les Soviétiques Nikolay Sokolov (8 min 36 s 4) et Semyon Rzhishchin (8 min 42 s 2).
Le Belge Gaston Roelants, champion d'Europe en titre et détenteur du record du monde depuis 1963, s'adjuge la médaille d'or des Jeux olympiques de 1964, à Tokyo, en établissant un nouveau record olympique en 8 min 30 s 8. Le Britannique Maurice Herriott prend la deuxième place en 8 min 32 s 4, juste devant le Soviétique Ivan Belyayev (8 min 33 s 8).

#### 1968-1984

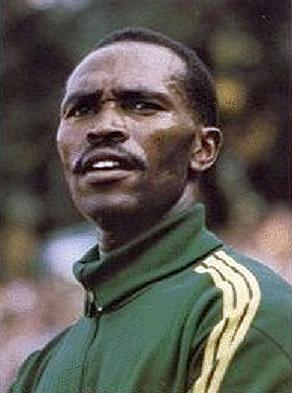
Kipchoge Keino, champion olympique en 1972.

Lors des Jeux olympiques de 1968, à Mexico, le Kényan Amos Biwott devient le premier athlète africain titré sur 3 000 m steeple. Il s'impose au sprint dans le temps de 8 min 51 s 0, devant son compatriote Benjamin Kogo (8 min 51 s 6) et l'Américain George Young (8 min 51 s 8). Le champion olympique en titre Gaston Roelants, lâché après 2 000 m de course, se classe septième de l'épreuve.
Le Kényan Kipchoge Keino remporte le titre des Jeux olympiques de 1972, à Munich, en établissant un nouveau record olympique en 8 min 23 s 6 après avoir porté une accélération à l'entame du dernier tour. Son compatriote Ben Jipcho se classe deuxième en 8 min 51 s 6 et le Finlandais Tapio Kantanen troisième en 8 min 24 s 8. Amos Biwott, champion olympique en titre, termine à la sixième place.
Quatre ans plus tard, aux Jeux olympiques de 1976, à Montréal, le Polonais Bronisław Malinowski établit dès les séries un nouveau record olympique en 8 min 18 s 56, temps qu'améliore en finale le Suédois Anders Gärderud qui l'emporte en 8 min 8 s 02, améliorant à cette occasion son propre record du monde. Bronisław Malinowski s'adjuge la médaille d'argent en 8 min 9 s 11 et l'Est-allemand Frank Baumgartl la médaille de bronze en 8 min 10 s 36.
Bronisław Malinowski obtient la consécration mondiale aux Jeux olympiques de 1980, à Moscou, marqués par le boycott d'une cinquantaine de nations, dont le Kenya où figure le détenteur du record du monde Henry Rono. Le Polonais remporte la course dans le temps de 8 min 9 s 70, devant le Tanzanien Filbert Bayi (8 min 12 s 48), échappé dès le premier kilomètre et rejoint par Malinowski à 600 m de l'arrivée, et l'Éthiopien Eshetu Tura (8 min 13 s 57).
Lors des Jeux olympiques de 1984, à Los Angeles, la victoire revient au Kényan Julius Korir (8 min 11 s 80) qui devance le Français Joseph Mahmoud (8 min 13 s 31) et l'Américain Brian Diemer (8 min 14 s 06).

#### 1988-2004

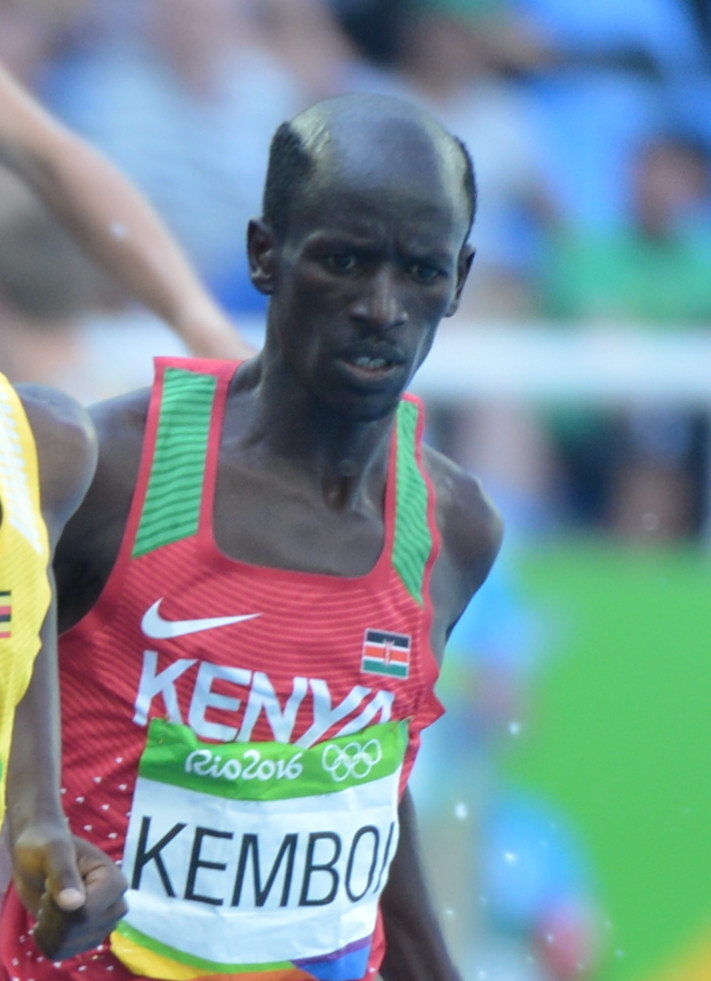
Ezekiel Kemboi, champion olympique en 2004 et 2012.

Le Kényan Julius Kariuki succède à son compatriote Julius Korir lors des Jeux olympiques de 1988, à Séoul, en établissant en finale un nouveau record olympique en 8 min 5 s 51. Il devance l'autre kényan Peter Koech, médaillé d'argent en 8 min 6 s 79 et le Britannique Mark Rowland, médaillé de bronze en 8 min 7 s 96.
En 1992, aux Jeux olympiques de Barcelone, le Kenya réalise un triplé inédit : Matthew Birir s'impose en 8 min 8 s 84, devant Patrick Sang (8 min 9 s 55) et William Mutwol (8 min 10 s 74), et ce en l'absence de Moses Kiptanui, champion du monde l'année passée et nouveau détenteur du record du monde qui n'a terminé que quatrième des sélections olympiques kényanes. 
Lors des Jeux olympiques de 1996, à Atlanta, le Kényan Joseph Keter remporte la finale en 8 min 7 s 12, devant le triple champion du monde Moses Kiptanui (8 min 8 s 33) qui ne parviendra pas à décrocher un titre olympique. L'Italien Alessandro Lambruschini, qui a terminé au pied du podium en 1988 à Séoul et 1992 à Barcelone, obtient la médaille de bronze en 8 min 11 s 28, devant le champion olympique en titre Matthew Birir.
Quatre ans plus tard, lors des Jeux olympiques de 2000, à Sydney, le Kényan Reuben Kosgei, champion du monde en 1999, l'emporte en 8 min 21 s 43, devant son compatriote Wilson Boit Kipketer, deuxième en 8 min 21 s 77 et le Marocain Ali Ezzine, troisième en 8 min 22 s 15. Bernard Barmasai, alors détenteur du record du monde, échoue à la quatrième place.
En remportant le titre des Jeux olympiques de 2004, à Athènes, Ezekiel Kemboi assure la sixième victoire kényane consécutive dans cette épreuve. Il s'impose dans le temps de 8 min 5 s 81, devant ses compatriotes Brimin Kipruto (8 min 6 s 11) et Paul Kipsiele Koech (8 min 6 s 64). Le Qatarien et ancien kényan Saif Saaeed Shaheen, champion du monde en 2003, ne participe pas à la compétition en vertu du règlement olympique qui oblige d'être naturalisé depuis au moins trois ans pour être sélectionnable.

#### Depuis 2008

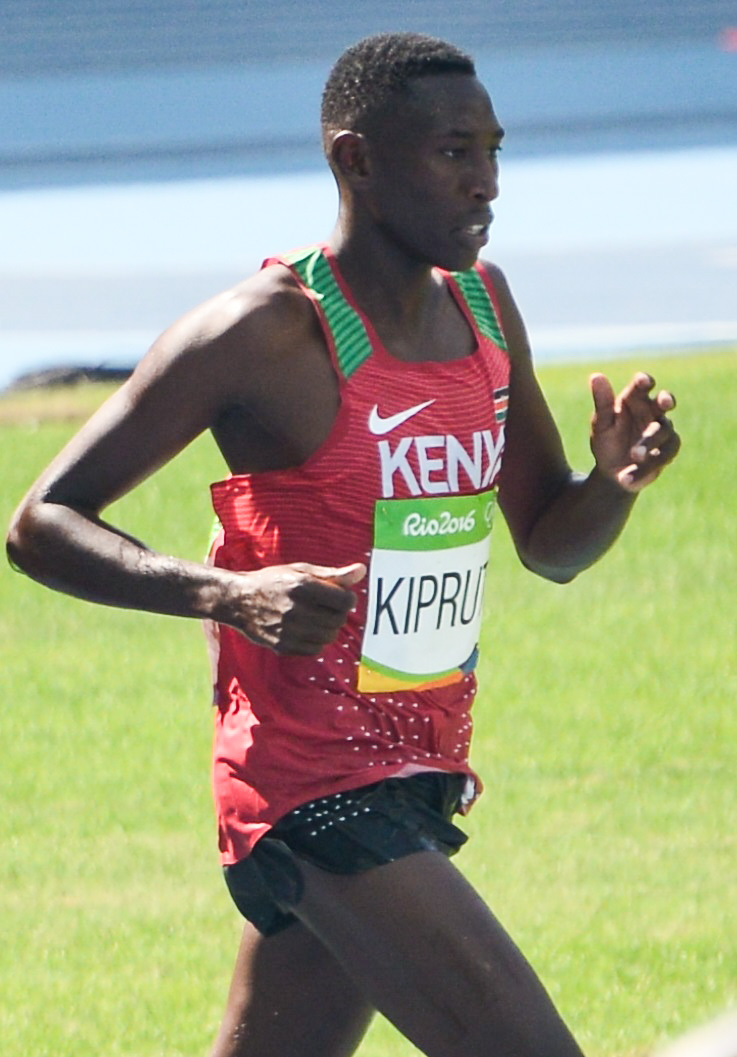
Conseslus Kipruto, champion olympique en 2016 et actuel détenteur du record olympique.

Brimin Kipruto, médaillé d'argent à Athènes, s'adjuge la médaille d'or des Jeux olympiques de 2008, à Pékin, dans le temps de 8 min 10 s 34, devançant au sprint le Français Mahiedine Mekhissi (8 min 10 s 49) qui est le premier à empêcher un doublé kényan sur 3 000 m steeple depuis 1984 et Joseph Mahmoud, dernier médaillé olympique français dans cette épreuve. L'autre Kényan Richard Mateelong remporte la médaille de bronze en 8 min 11 s 01 alors que le tenant du titre Ezekiel Kemboi termine à la 7e place à plus de six secondes de Kipruto.
Lors des Jeux olympiques de 2012, à Londres, Ezekiel Kemboi remporte pour la deuxième fois la médaille d'or du 3 000 m steeple, huit ans après son dernier sacre obtenu à Athènes, devenant à cette occasion le deuxième athlète après le Finlandais Volmari Iso-Hollo (vainqueur en 1932 et 1936) à s'adjuger deux titres olympiques dans cette épreuve. Il s'impose en 8 min 18 s 56 après avoir fait la différence dans l'ultime ligne droite après le passage de la dernière rivière, devant Mahiedine Mekhissi (8 min 19 s 08) qui obtient sa deuxième médaille d'argent olympique consécutive, et l'autre Kényan Abel Mutai (8 min 19 s 73),.
Le Kényan Conseslus Kipruto remporte les Jeux olympiques de 2016, à Rio de Janeiro après avoir pris la tête à la mi-course en compagnie d'Ezekiel Kemboi et de l'Américain Evan Jager. Après une accélération placée à 100 m de l'arrivée, Kipruto s'impose dans le temps de 8 min 3 s 28, nouveau record olympique, devant Evan Jager, deuxième en 8 min 4 s 28. Ezekiel Kemboi, troisième de la course, est finalement disqualifié pour avoir empiété la ligne intérieure sur plusieurs appuis, laissant la médaille de bronze à Mahiedine Mekhissi, initialement quatrième de la course en 8 min 11 s 52, qui devient à cette occasion le seul athlète à remporter trois médailles olympiques sur 3 000 m steeple après ses deux médailles d'argent obtenus en 2008 et 2012.
En 2021 à Tokyo, le Marocain Soufiane el-Bakkali met fin à l'hégémonie kényane sur le 3 000 m steeple en remportant la finale en 8 min 8 s 90. Cette domination kényane durait sans discontinuer depuis les Jeux de 1980 à Moscou, où le Kenya était absent pour cause de boycott. Derrière el-Bakkali, le vice-champion du monde éthiopien Lamecha Girma décroche l'argent en 8 min 10 s 38, tandis que le Kényan Benjamin Kigen sauve l'honneur de son pays en arrachant le bronze en 8 min 11 s 45. Conseslus Kipruto, champion olympique en 2016, n'avait lui pas réussi à se qualifier pour ces Jeux Olympiques. 

### Palmarès

#### 3 000 m steeple
| Édition | Or                                       | Argent                                          | Bronze                                          |
| ------- | ---------------------------------------- | ----------------------------------------------- | ----------------------------------------------- |
| 1920    | Percy Hodge (GBR) 10 min 0 s 4           | Patrick Flynn (USA) 10 min 21 s 1               | Ernesto Ambrosini (ITA) 10 min 23 s 6           |
| 1924    | Ville Ritola (FIN) 9 min 33 s 6          | Elias Katz (FIN) 9 min 44 s 0                   | Paul Bontemps (FRA) 9 min 45 s 2                |
| 1928    | Toivo Loukola (FIN) 9 min 21 s 8         | Paavo Nurmi (FIN) 9 min 31 s 2                  | Ove Andersen (FIN) 9 min 35 s 6                 |
| 1932    | Volmari Iso-Hollo (FIN) 10 min 33 s 4    | Thomas Evenson (GBR) 10 min 46 s 0              | Joseph McCluskey (USA) 10 min 46 s 2            |
| 1936    | Volmari Iso-Hollo (FIN) 9 min 3 s 8      | Kaarlo Tuominen (FIN) 9 min 6 s 8               | Alfred Dompert (GER) 9 min 7 s 2                |
| 1948    | Tore Sjöstrand (SWE) 9 min 4 s 6         | Erik Elmsäter (SWE) 9 min 8 s 2                 | Göte Hagström (SWE) 9 min 11 s 8                |
| 1952    | Horace Ashenfelter (USA) 8 min 45 s 4    | Vladimir Kazantsev (URS) 8 min 51 s 6           | John Disley (GBR) 8 min 51 s 8                  |
| 1956    | Chris Brasher (GBR) 8 min 41 s 2         | Sándor Rozsnyói (HUN) 8 min 43 s 6              | Ernst Larsen (NOR) 8 min 44 s 0                 |
| 1960    | Zdzisław Krzyszkowiak (POL) 8 min 34 s 2 | Nikolay Sokolov (URS) 8 min 36 s 4              | Semyon Rzhishchin (URS) 8 min 42 s 2            |
| 1964    | Gaston Roelants (BEL) 8 min 30 s 8       | Maurice Herriott (GBR) 8 min 32 s 4             | Ivan Belyayev (URS) 8 min 33 s 8                |
| 1968    | Amos Biwott (KEN) 8 min 51 s 0           | Benjamin Kogo (KEN) 8 min 51 s 6                | George Young (USA) 8 min 51 s 8                 |
| 1972    | Kipchoge Keino (KEN) 8 min 23 s 6        | Ben Jipcho (KEN) 8 min 24 s 6                   | Tapio Kantanen (FIN) 8 min 24 s 8               |
| 1976    | Anders Gärderud (SWE) 8 min 8 s 02       | Bronisław Malinowski (POL) 8 min 9 s 11         | Frank Baumgartl (GDR) 8 min 10 s 36             |
| 1980    | Bronisław Malinowski (POL) 8 min 9 s 70  | Filbert Bayi (TAN) 8 min 12 s 48                | Eshetu Tura (ETH) 8 min 13 s 57                 |
| 1984    | Julius Korir (KEN) 8 min 11 s 80         | Joseph Mahmoud (FRA) 8 min 13 s 31              | Brian Diemer (USA) 8 min 14 s 06                |
| 1988    | Julius Kariuki (KEN) 8 min 5 s 51        | Peter Koech (KEN) 8 min 6 s 79                  | Mark Rowland (GBR) 8 min 7 s 96                 |
| 1992    | Matthew Birir (KEN) 8 min 8 s 84         | Patrick Sang (KEN) 8 min 9 s 55                 | William Mutwol (KEN) 8 min 10 s 74              |
| 1996    | Joseph Keter (KEN) 8 min 7 s 12          | Moses Kiptanui (KEN) 8 min 8 s 33               | Alessandro Lambruschini (ITA) 8 min 11 s 28     |
| 2000    | Reuben Kosgei (KEN) 8 min 21 s 43        | Wilson Boit Kipketer (KEN) 8 min 21 s 77        | Ali Ezzine (MAR) 8 min 22 s 15                  |
| 2004    | Ezekiel Kemboi (KEN) 8 min 5 s 81        | Brimin Kipruto (KEN) 8 min 6 s 11               | Paul Kipsiele Koech (KEN) 8 min 6 s 64          |
| 2008    | Brimin Kipruto (KEN) 8 min 10 s 34       | Mahiedine Mekhissi-Benabbad (FRA) 8 min 10 s 49 | Richard Kipkemboi Mateelong (KEN) 8 min 11 s 01 |
| 2012    | Ezekiel Kemboi (KEN) 8 min 18 s 56       | Mahiedine Mekhissi-Benabbad (FRA) 8 min 19 s 08 | Abel Kiprop Mutai (KEN) 8 min 19 s 73           |
| 2016    | Conseslus Kipruto (KEN) 8 min 3 s 28     | Evan Jager (USA) 8 min 4 s 28                   | Mahiedine Mekhissi-Benabbad (FRA) 8 min 11 s 52 |
| 2020    | Soufiane el-Bakkali (MAR) 8 min 8 s 90   | Lamecha Girma (ETH) 8 min 10 s 38               | Benjamin Kigen (KEN) 8 min 11 s 45              |
| 2024    | Soufiane el-Bakkali (MAR) 8 min 6 s 05   | Kenneth Rooks (USA) 8 min 6 s 41                | Abraham Kibiwot (KEN) 8 min 6 s 47              |

#### Autres distances
Des épreuves de steeple ont également été disputées lors des Jeux olympiques sur des distances différentes du 3 000 m : sur 2 500 m et 4 000 m en 1900, sur 2 590 m en 1904, et sur 3 200 m (2 miles) en 1908.
| Édition | Distance | Or                                 | Argent                               | Bronze                              |
| ------- | -------- | ---------------------------------- | ------------------------------------ | ----------------------------------- |
| 1900    | 2 500 m  | George Orton (CAN) 7 min 34 s 4    | Sidney Robinson (GBR) 7 min 35 s 2   | Jean Chastanié (FRA) 7 min 44 s 0   |
| 1900    | 4 000 m  | John Rimmer (GBR) 12 min 58 s 4    | Charles Bennett (GBR) 12 min 58 s 6  | Sidney Robinson (GBR) 12 min 58 s 8 |
| 1904    | 2 590 m  | Jim Lightbody (USA) 7 min 39 s 6   | John Daly (GBR) 8 min 1 s 6          | Arthur Newton (USA) 8 min 7 s 0     |
| 1908    | 3 200 m  | Arthur Russell (GBR) 10 min 47 s 8 | Archie Robertson (GBR) 10 min 48 s 4 | John Eisele (USA) 11 min 00 s 8     |

### Multiples médaillés
| Rang | Athlète                     | Pays     | Période   | Or | Argent | Bronze | Total |
| ---- | --------------------------- | -------- | --------- | -- | ------ | ------ | ----- |
| 1    | Volmari Iso-Hollo           | Finlande | 1932–1936 | 2  | 0      | 0      | 2     |
| 1    | Ezekiel Kemboi              | Kenya    | 2004–2012 | 2  | 0      | 0      | 2     |
| 1    | Soufiane el-Bakkali         | Maroc    | 2021-2024 | 2  | 0      | 0      | 2     |
| 4    | Bronisław Malinowski        | Pologne  | 1976–1980 | 1  | 1      | 0      | 2     |
| 4    | Brimin Kipruto              | Kenya    | 2004–2008 | 1  | 1      | 0      | 2     |
| 6    | Mahiedine Mekhissi-Benabbad | France   | 2008–2016 | 0  | 2      | 1      | 3     |

### Record olympique
| Temps         | Athlète               | Lieu           | Date               | Record |
| ------------- | --------------------- | -------------- | ------------------ | ------ |
| 10 min 56 s 2 | Arthur Russell        | Londres        | 17 juillet 1908    |        |
| 10 min 47 s 8 | Arthur Russell        | Londres        | 19 juillet 1908    |        |
| 10 min 23 s 0 | Mike Devaney          | Anvers         | 18 août 1920       |        |
| 10 min 17 s 4 | Percy Hodge           | Anvers         | 18 août 1920       |        |
| 10 min 0 s 4  | Percy Hodge           | Anvers         | 20 août 1920       |        |
| 9 min 43 s 8  | Elias Katz            | Paris          | 7 juillet 1924     |        |
| 9 min 33 s 6  | Ville Ritola          | Paris          | 9 juillet 1924     |        |
| 9 min 21 s 8  | Toivo Loukola         | Amsterdam      | 1er août 1928      |        |
| 9 min 18 s 8  | Thomas Evenson        | Los Angeles    | 1er août 1932      |        |
| 9 min 14 s 6  | Volmari Iso-Hollo     | Los Angeles    | 1er août 1932      |        |
| 9 min 3 s 8   | Volmari Iso-Hollo     | Berlin         | 8 août 1936        |        |
| 8 min 58 s 0  | Vladimir Kazantsev    | Helsinki       | 23 juillet 1952    |        |
| 8 min 51 s 0  | Horace Ashenfelter    | Helsinki       | 23 juillet 1952    |        |
| 8 min 45 s 4  | Horace Ashenfelter    | Helsinki       | 25 juillet 1952    |        |
| 8 min 41 s 2  | Chris Brasher         | Melbourne      | 29 novembre 1956   |        |
| 8 min 34 s 2  | Zdzisław Krzyszkowiak | Rome           | 3 septembre 1960   |        |
| 8 min 33 s 0  | Maurice Herriott      | Tokyo          | 15 octobre 1964    |        |
| 8 min 31 s 8  | Adolfas Aleksejūnas   | Tokyo          | 15 octobre 1964    |        |
| 8 min 30 s 8  | Gaston Roelants       | Tokyo          | 17 octobre 1964    |        |
| 8 min 24 s 8  | Tapio Kantanen        | Munich         | 1er septembre 1972 |        |
| 8 min 23 s 8  | Amos Biwott           | Munich         | 1er septembre 1972 |        |
| 8 min 23 s 6  | Kipchoge Keino        | Munich         | 7 septembre 1972   |        |
| 8 min 18 s 56 | Bronisław Malinowski  | Montréal       | 25 juillet 1976    |        |
| 8 min 8 s 02  | Anders Gärderud       | Montréal       | 28 juillet 1976    | WR     |
| 8 min 5 s 51  | Julius Kariuki        | Séoul          | 30 septembre 1988  |        |
| 8 min 3 s 28  | Conseslus Kipruto     | Rio de Janeiro | 17 août 2016       |        |

## Femmes

### Historique

#### Depuis 2008

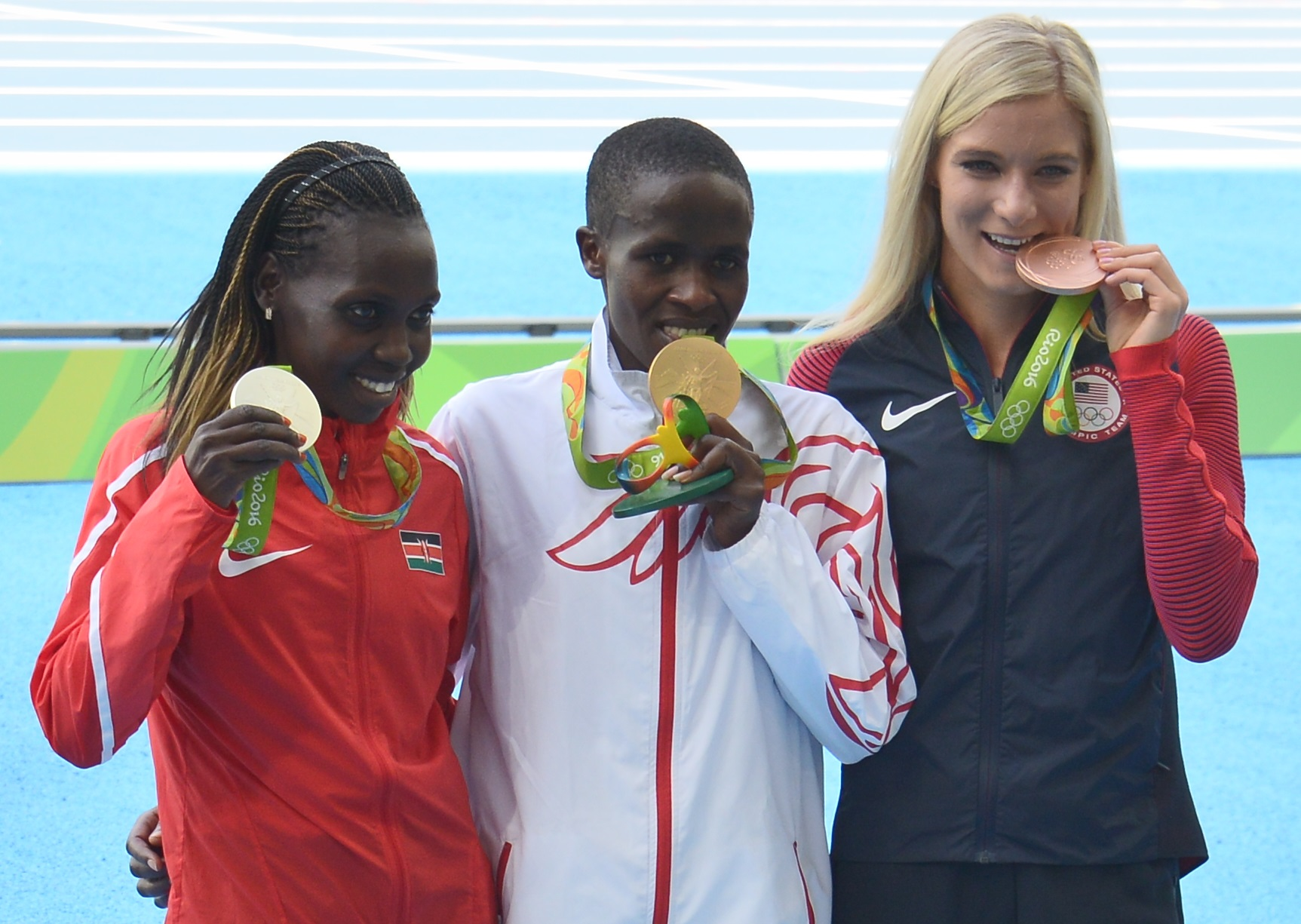
Podium du 3000 m steeple féminin des Jeux olympiques de 2016 (de gauche à droite : Hyvin Jepkemoi, Ruth Jebet et Emma Coburn).

Le 3 000 m steeple féminin fait sa première apparition olympique à l'occasion des Jeux olympiques de 2008, à Pékin. L'épreuve se dispute déjà lors des championnats du monde depuis l'édition 2005 à Helsinki. Détentrice du record du monde depuis 2003, la Russe Gulnara Galkina confirme son statut de favorite en s'adjugeant le titre olympique en 8 min 58 s 81, et en améliorant de surcroit de près de trois secondes son propre record du monde. Elle devance largement la Kényane Eunice Jepkorir (9 min 7 s 41) et sa compatriote Yekaterina Volkova (9 min 7 s 64), championne du monde l'année précédente. En 2016, Yekaterina Volkova est convaincue de dopage et sera disqualifiée au profit de l'autre Russe Tatyana Arkhipova, initialement quatrième de l'épreuve.
Quatre ans plus tard, lors des Jeux olympiques de 2012, à Londres, la Russe Yuliya Zaripova décroche le titre olympique en 9 min 6 s 72, devant la Tunisienne Habiba Ghribi (9 min 8 s 37) et l'Éthiopienne Sofia Assefa (9 min 9 s 84). En 2016, Zaripova est déchue de son titre olympique à la suite d'affaires de dopage. Habiba Ghribi récupère la médaille d'or, Sofia Assefa la médaille d'argent, et la Kényane Milcah Cheywa la médaille de bronze.
En 2016, au cours des Jeux olympiques de 2016 à Rio de Janeiro, la Bahreïnie Ruth Jebet devient championne olympique en s'imposant en finale dans le temps de 8 min 59 s 75, record personnel et continental. La Kényane Hyvin Jepkemoi, championne du monde en 2015, se classe deuxième de l'épreuve en 9 min 7 s 12, l'Américaine Emma Coburn s'adjugeant la médaille de bronze en 9 min 7 s 63.
A Tokyo en 2021, la finale est menée dans un premier temps par l'Américaine Courtney Frerichs, mais celle-ci se fait rattraper et dépasser au dernier tour par l'Ougandaise Peruth Chemutai qui remporte finalement la médaille d'or en battant le record national en 9 min 01 s 45. Première sportive de l'histoire de son pays à remporter une médaille aux JO, Chemutai décroche également le troisième titre olympique de l'Ouganda, tous sports confondus. Frerichs obtient finalement l'argent en 9 min 04 s 39, tandis que Hyvin Jepkemoi décroche le bronze en 9 min 05 s 39, cinq ans après sa médaille d'argent de Rio. La recordwoman du monde et championne du monde en titre Beatrice Chepkoech termine seulement septième de la finale, loin du podium. Quant à la championne olympique en titre Ruth Jebet, elle avait été suspendue en 2020 pour une période de 4 ans pour dopage à l'EPO.

### Palmarès
| Édition | Or                                           | Argent                               | Bronze                                |
| ------- | -------------------------------------------- | ------------------------------------ | ------------------------------------- |
| 2008    | Gulnara Samitova-Galkina (RUS) 8 min 58 s 81 | Eunice Jepkorir (KEN) 9 min 7 s 41   | Tatyana Arkhipova (RUS) 9 min 12 s 33 |
| 2012    | Habiba Ghribi (TUN) 9 min 8 s 37             | Sofia Assefa (ETH) 9 min 9 s 84      | Milcah Cheywa (KEN) 9 min 9 s 88      |
| 2016    | Ruth Jebet (BRN) 8 min 59 s 75               | Hyvin Jepkemoi (KEN) 9 min 7 s 12    | Emma Coburn (USA) 9 min 7 s 63        |
| 2020    | Peruth Chemutai (UGA) 9 min 1 s 45           | Courtney Frerichs (USA) 9 min 4 s 79 | Hyvin Jepkemoi (KEN) 9 min 5 s 39     |
| 2024    | Winfred Yavi (BRN) 8 min 52 s 76             | Peruth Chemutai (UGA) 8 min 53 s 34  | Faith Cherotich (KEN) 8 min 55 s 15   |

### Multiples médaillées
| Rang | Athlète         | Pays    | Période   | Or | Argent | Bronze | Total |
| ---- | --------------- | ------- | --------- | -- | ------ | ------ | ----- |
| 1    | Hyvin Jepkemoi  | Kenya   | 2016–2021 | 0  | 1      | 1      | 2     |
| 1    | Peruth Chemutai | Ouganda | 2021-2024 | 0  | 1      | 1      | 2     |

### Record olympique
| Temps         | Athlète                  | Lieu  | Date         | Record |
| ------------- | ------------------------ | ----- | ------------ | ------ |
| 9 min 15 s 17 | Gulnara Samitova-Galkina | Pékin | 15 août 2008 |        |
| 8 min 58 s 81 | Gulnara Samitova-Galkina | Pékin | 17 août 2008 | WR     |
| 8 min 52 s 76 | Winfred Yavi             | Paris | 6 août 2024  |        |